# Prieuré de Saint Rémy la Varenne
Le prieuré de Saint Rémy la Varenne est un prieuré situé à Saint Rémy la Varenne, en France. Situé en bord de Loire, ce monument est célèbre pour sa fresque médiévale ainsi que pour sa cheminée polychrome de la période Renaissance, toutes deux très bien conservées et de dimensions surprenantes. Riche d'une histoire étalée sur plus d'un millénaire, le Prieuré de Saint Rémy la Varenne est un des plus importants en Anjou.

## Historique
Installé en bord de Loire et donné par Foulques le Roux en 929 à l'Abbaye de Saint-Aubin et au Chapitre de Saint-Lézin, le Prieuré de Saint Rémy la Varenne devient rapidement un des plus riches domaines d'Anjou.
L'église est construite la première, rapidement accompagnée d'un réfectoire. Des morceaux de sarcophages servent à la construction de ces bâtiments, prouvant la présence, durant les siècles précédents, d'un cimetière païen. À la suite d'un conflit entre les deux propriétaires, le domaine devient la seule propriété de l'Abbaye Saint-Aubin en 1014.
Mentionné par le cartulaire de Saint-Aubin, il est certain que le domaine est utilisé comme un prieuré en 1157. Placé à la tête de nombreuses dépendances dans la région, il devient rapidement une importante source de revenus pour l'abbaye.
Dans le réfectoire, une fresque murale est réalisée entre 1150 et 1175. Elle représente la scène de la Crucifixion. Les éléments classiques s'y retrouvent : Jésus Christ agonise sur la Croix pendant que Marie et Jean s'attristent sur son sort. Plus étonnant, la croix sur laquelle se trouve le défunt est de couleur verte, ce qui en fait une croix de vie. Elle est aussi encadrée de dorures, symbole de la victoire de Jésus sur la mort. Encore plus étonnant, deux personnages sont ajoutés aux extrémités de l'œuvre. A gauche, l'Eglise triomphe sur la Synagogue, à droite.
Sous cette scène, une représentation de la Vierge à l'Enfant se trouve entre deux baies aujourd'hui bouchées. Entre ces deux scènes, une ville géométrique dont la signification n'est pas encore comprise, est une preuve de la grande qualité de l'ensemble de l'œuvre, et que le domaine est assez important pour attirer un artiste réputé.
Mathurin Legay de la Hamonnière, prieur de Saint Rémy la Varenne entre 1510 et 1541, entreprend de grands travaux d'embellissement du monument. Inspiré par les châteaux de la Loire, il transforme peu à peu le bâti en un manoir. C'est à son initiative qu'est implantée, entre 1520 et 1530, la grande cheminée qui fait, entre autres, la renommée du lieu. La notoriété du prieur est d'ailleurs visible sur le rôle qu'il joue dans la vie religieuse en Anjou : il est suffragant de l'évêque d'Angers entre 1540 et 1541.
Le Prieuré est affermé en 1670. Les prieurs n'habitent donc plus le domaine en permanence, mais conservent la jouissance de quelques pièces dans le cadre de leurs venues sur le site. Le domaine est, à la Révolution Française, vendu comme bien national pour 85 600 livres. En décembre 1823, c'est la fabrique de l'église de Saint Rémy la Varenne qui reçoit le Prieuré en don et qui fait construire, en 1847, le nouveau presbytère, encore debout aujourd'hui.
En 1845, le domaine est divisé en plusieurs lots. Le presbytère est séparé du logis alors que l'église est indépendante depuis plusieurs siècles. Le logis prieural est divisé en plusieurs logements qui sont loués à des particuliers.
En 1989, sous la pression de la mairie, le monument, alors en très mauvais état, a été contraint d’être vendu à un prix inférieur à sa valeur sur le marché. Sous l'impulsion de quelques passionnés de végétal, l'Association du Prieuré de Saint Rémy la Varenne est créée afin de le restaurer. Leur projet est de créer plusieurs manifestations autour de leur passion. Les Hortomnales, festival des cucurbitacées, sont un véritable succès, à tel point que la courge est devenue le symbole du monument. Le pari est réussi puisqu'années après années, les restaurations s'enchainent et le bâtiment retrouve peu à peu sa solidité ainsi que son apparence Renaissance.
La fresque médiévale est classée au titre des monuments historiques en 1955 alors que l'ensemble du Prieuré l'est en 1957.

## Description
Le logis prieural, construit au XIIIe siècle, est à l'origine deux fois plus large qu'il ne l'est aujourd'hui. En cause : un incendie à la fin du XVe siècle qui oblige la destruction de la partie Sud de ce logis. Pour compenser cette perte, il est décidé de le rehausser d'un étage.
La cheminée polychrome du Prieuré reprend les modes stylistiques de la Renaissance. Elle est colorée de rouge, de noir, d'ocre et de bleu et représente majoritairement des personnages, parfois mythologiques, ainsi que des fleurs. Elle est composée de 15 compartiments représentants tous une scène différente. Certains sont compris, d'autres non.
Cette cheminée est accompagnée de peintures murales réalisées au début du XVIe siècle, reprenant les mêmes thèmes et couleurs, mais elles sont accidentellement détruite lors de travaux au début des années 2000.
Au milieu du XIXe siècle, lorsque le prieuré est divisé en logements, l'ensemble des murs et des cheminées est recouvert d'une importante couche de chaux afin de camoufler les éléments de richesses implantés à la Renaissance. Indirectement, cela permet de conserver les décorations murales, entre autres, dans un très bon état. En 2013, des travaux de restaurations sont entrepris sur la cheminée polychrome afin de lui redonner ses couleurs d'origine. Cela permet d'en connaitre plus sur la signification de certains de ses panneaux, qui restaient jusqu'ici mystérieux.